# Nyodes semliki
Nyodes semliki là một loài bướm đêm trong họ Noctuidae.